# Bezele
Bezele – polski program rozrywkowy emitowany w latach 2004-2005 przez stację telewizyjną VIVA Polska. Audycja powstała we współpracy z wytwórnią muzyczną Wielkie Joł. Prowadzącymi byli raperzy Jacek „Tede” Graniecki i Maciej „Kołcz” Łuczkowski. Okazjonalnie współprowadzącymi byli Jacek „Psychostach” Stachowiak i Piotr „Kiełbasa” Rybarczyk.